# Рид, Касим
Касим Рид (англ. Kasim Reed) — американский адвокат и бывший политик, занимавший должность мэра Атланты с 2010 по 2018 год.

## Биография
Родился 10 июня 1969 года в Плейнфилде, штат Нью-Джерси. Вырос в округе Фултон штата Джорджия. В 1991 году окончил Говардский университет в городе Вашингтоне, специализация по диплому — политология. В мае 2016 года поддержал кандидатуру Хиллари Клинтон на пост президента Соединенных Штатов Америки.